# Vilhelm Tobiesen
Frederik Peter August Vilhelm Tobiesen (9. februar 1835 i København – 2. april 1906) var en dansk officer, bror til Fritz Tobiesen. Han var chef for Hærens Officersskole 1885-1896.
Han var søn af oberst Frederik Carl Vilhelm Tobiesen (1797-1867) og Mariane Dorothea f. du Plat (1806-1884). Allerede i 1848 optoges han i Landkadetkorpset, ved hvilket han i 1853 blev repetent, idet han samtidig udnævntes til sekondløjtnant af infanteriet. 1854 afgik han til tjeneste ved 17. infanteribataljon, men året efter indtrådte han for at søge uddannelse til de specielle våben som elev på Den kongelige militære Højskole, som han forlod i 1861 som sekondløjtnant i Ingeniørkorpset. Han ansattes straks ved Ingeniørtropperne, men medvirkede endnu samme år ved befæstningsarbejderne i Dybbølstillingen og derefter ved anlægget af Københavns Søbefæstning, ved hvilken virksomhed han forblev, indtil han i december 1863 afgik til Sønderborg til tjeneste ved den aktive armés ingeniørkommando. Han deltog i fægtningen ved Bustrup 3. februar 1864 og vendte efter krigen tilbage til søbefæstningsanlæggene ved København.
I 1865 overgik han til Ingeniørtropperne og erholdt premierløjtnants karakter, og ved den ny Hærlovs Ikrafttræden i 1867 udnævntes han til premierløjtnant og ansattes ved den nyoprettede 1. ingeniørbataljon, ved hvilken han blev kaptajn og kompagnichef i 1871. Han drog til Lolland og Falster med det kommando af ingeniørtropper, som sendtes derhen efter stormfloden i 1872 for midlertidig at udbedre den skete skade. 1873-75 virkede han ved Ingeniørkorpsets bygningstjeneste (1. ingeniørdirektion) og var samtidig medlem af korpsets tekniske komité. 1876-87 var han lærer i krigsbygningskunst ved Hærens Officersskole, men fungerede samtidig fra 1876-80 som chef for et af Ingeniørtroppernes reservekompagnier, som medlem af Befæstningskommissionen af 1883 og i 1884-85 som chef for 2. ingeniørdirektion. Sidstnævnte år udnævntes han til oberstløjtnant og chef for Hærens Officersskole, hvilken stilling han, efter i 1890 at være blevet forfremmet til oberst, beklædte indtil 1896. Medens han var chef for skolen, var flere prinser af det danske og siamesiske kongehus samt en prins af Orléans elever på samme. Han benådedes med kammerherretitlen i 1894. Efter fratrædelsen af chefsposten stod han til rådighed for Ingeniørkorpset, ved hvilket han varetog forskellige hverv, indtil han 1898 erholdt afsked af krigstjenesten. Samtidig udnævntes han, der fra 1891 havde været Kommandør af Dannebrog af 2. grad, til Kommandør af 1. grad.
Han var medlem af bestyrelserne for Kjøbenhavns Sporvei-Selskab 1896-98, selskabet Det røde Kors 1896-1903, Nyborg-Svendborgbanen 1896-1900 og Hillerød-Frederiksværkbanen 1897-1901.
Tobiesen ægtede 21. november 1863 Emilie Therese Broberg (19. november 1840 – 9. marts 1904), datter af etatsråd, grosserer C.A. Broberg.